# شکاف تراهرتز
شکاف تراهرتز (به انگلیسی: terahertz gap)، یک اصطلاح مهندسی است که برای یک گروه از فرکانس‌ها در محدوده تراهرتز از طیف امواج الکترومغناطیسی بین امواج رادیویی و امواج مادون قرمز گفته می‌شود که تکنولوژی برای تولید و دریافت کاربردی امواج در این محدوده وجود ندارد. این فاصله بین فرکانس ۰٫۱ تا 10 THz (طول موج از ۳ میلی‌متر تا ۳۰ میکرومتر) تعریف می‌شود. در حال حاضر تولید توان مفید و کاربردی در این محدوده فرکانسی ناکارآمد و غیر عملی است. تولید انبوه قطعاتی که در این محدوده فرکانسی و دمای اتاق کار کنند غیر عملی است بنابراین یک شکاف مابین تکنولوژی‌های پیشرفته در طیف مایکروویو و فناوری‌های نوین نوری در طیف امواج مادون قرمز به وجود آمده‌است. تحقیقاتی برای حل این مسئله در دهه‌های اخیر انجام شده‌است.

## تحقیقات
بررسی و تحقیقات در حال انجام منجر به تولید منابع و آشکارسازها در این محدوده شده و تحقیق در این حوزه را تشدید کرده‌است. با این وجود اشکالاتی از قبیل اندازه قابل توجه منابع تولیدکننده این امواج، محدوده فرکانسی ناسازگار و درجه حرارت نامناسب نقطه کار آن‌ها و همچنین نیاز به تولید ادوات و قطعاتی که ویژگی‌هایی مابین الکترونیک حالت جامد و تکنولوژی فوتونیک قرار دارد، مانع پیشرفت این تکنولوژی می‌شوند.
لیزرهای الکترون آزاد می‌توانند در محدوده وسیعی از طیف الکترومغناطیسی از امواج مایکروویو تا اشعه ایکس را تولید کنند اما بسیار حجیم و گران هستند و در مواردی که نیاز به زمان‌سنجی بسیار دقیق است مانند مخابرات بی‌سیم، مناسب نیست.